# República de Kruševo
 La República de Kruševo (búlgaro y en macedonio:  Крушевска Република, romanizado: Kruševska Republika) fue una entidad política de corta duración proclamada en 1903 por rebeldes de la Organización Revolucionaria Macedonia-Adrianople Secreta (IMRO) en Kruševo durante la Revuelta de Ilinden-Preobrazhenie. Según las narraciones posteriores de Bulgaria y Macedonia, fue una de las primeras repúblicas modernas de los Balcanes . 

## Historia

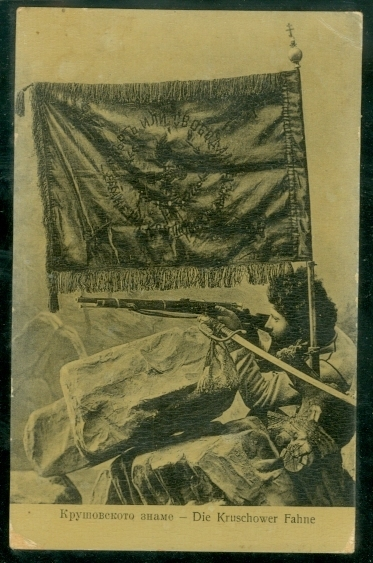
Postal búlgara que representa a un insurgente con la bandera de Kruševo cheta

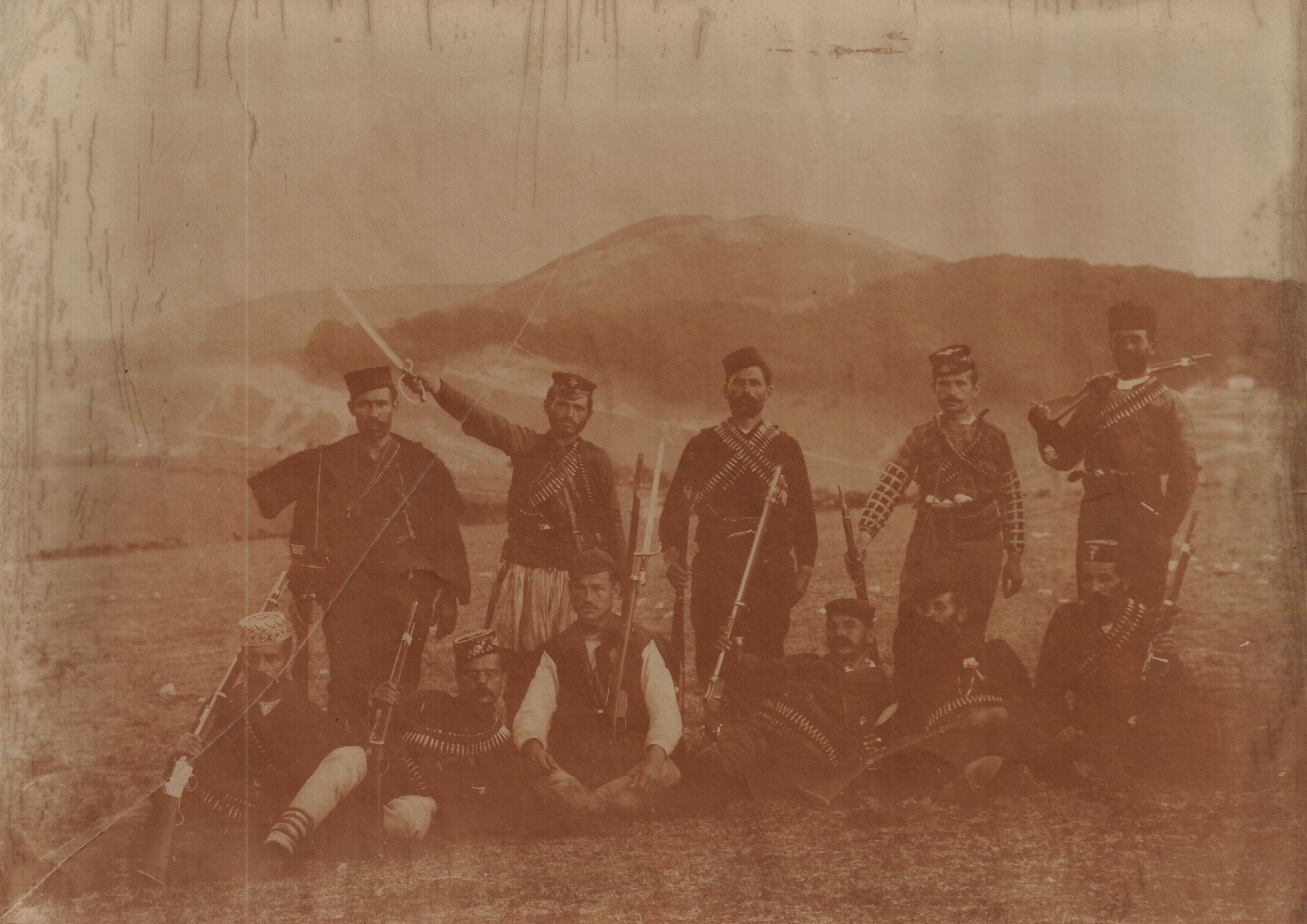
Voivodas IMRO de Kruševo en agosto de 1903

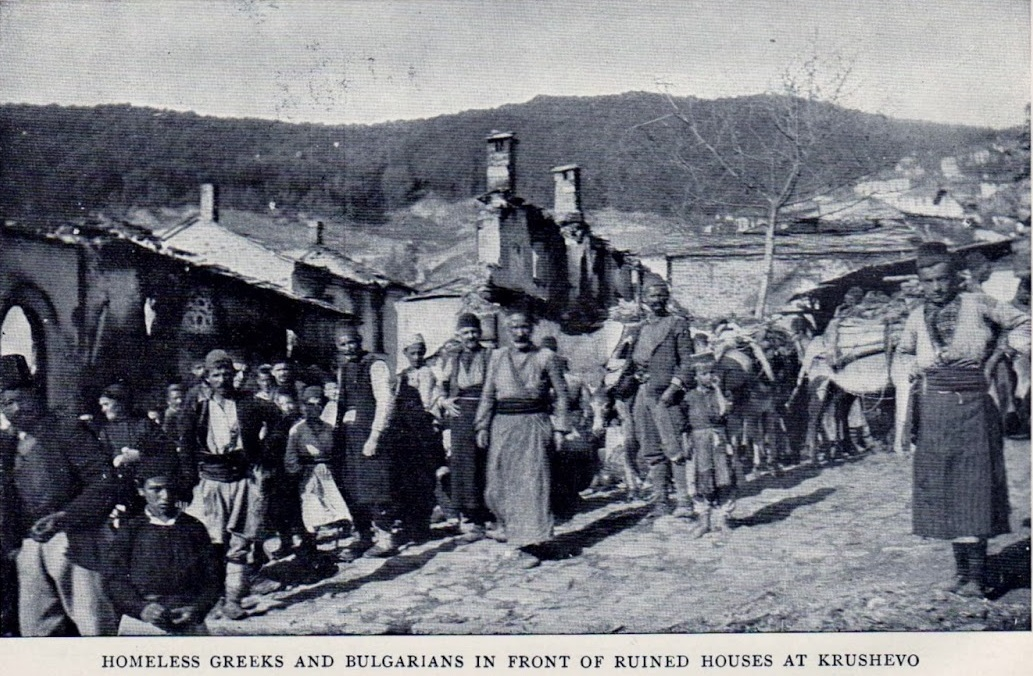
Habitantes sin hogar de Kruševo frente a las ruinas de la ciudad. Con respecto a la fuga del barrio búlgaro de la destrucción, se sospechó un soborno o, finalmente, el temor a una explosión de municiones almacenadas allí.

El 3 de agosto de 1903, los rebeldes capturaron la ciudad de Kruševo en el Valiato de Monastir del Imperio Otomano (actual Macedonia del Norte) y establecieron un gobierno revolucionario. La entidad existió solo durante 10 días: del 3 al 13 de agosto, y estuvo encabezada por Nikola Karev. Era un izquierdista fuerte, rechazaba el nacionalismo de las minorías étnicas y favorecía las alianzas con musulmanes comunes contra el Sultanato, además de apoyar la idea de una Federación de los Balcanes.
Entre los diversos grupos etnoreligiosos (millet) en Kruševo, se eligió un Consejo Republicano con 60 miembros, 20 representantes de tres grupos: macedo-rumanos, patriarcas griegos y exarquistas búlgaros. El Consejo también eligió un cuerpo ejecutivo, el Gobierno Provisional, con seis miembros (2 de cada grupo mencionado), cuyo deber era promover la ley y el orden y administrar los suministros, las finanzas y la atención médica. El presunto " Manifiesto Kruševo " fue publicado en los primeros días después de la proclamación. Escrito por Nikola Kirov, describió los objetivos del levantamiento, llamando a la población musulmana a unir fuerzas con el gobierno provisional en la lucha contra la tiranía otomana, para lograr la libertad y la independencia. Tanto Nikola Kirov como Nikola Karev eran miembros del Partido Socialdemócrata de los Trabajadores de Bulgaria, de donde derivaron estas ideas de izquierda.

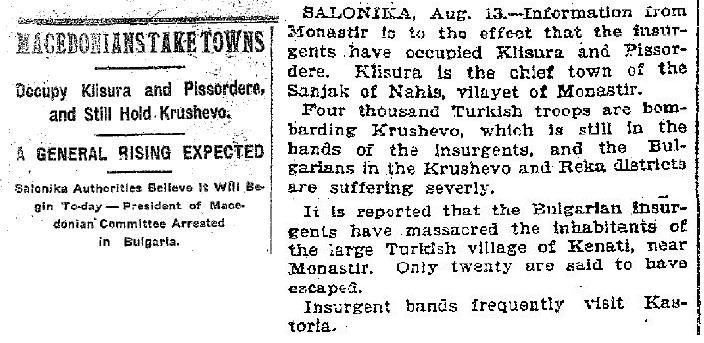
Los eventos en Kruševo vistos por el American New York Times ; 14 de agosto de 1903.

Sin embargo, surgió un problema de identificación étnica. Karev llamó a todos los miembros del Consejo local "hermanos búlgaros", mientras que los insurgentes de IMRO enarbolaron banderas búlgaras, mataron a cinco patriarcas griegos, acusados de ser espías otomanos, y posteriormente atacaron a los musulmanes turcos y albaneses locales. Mientras la ciudad fuera controlada por los komitadjis búlgaros, la mayoría patriarquista era sospechosa y aterrorizada. Excepto por los Vlachs Exarchist, por ejemplo, el revolucionario local Pitu Guli y su familia, que eran Bulgarophiles, mayoría de los miembros de las otras comunidades etnoreligiosas descartaron a la IMRO como pro-búlgara.
Inicialmente sorprendido por el levantamiento, el gobierno otomano tomó medidas militares extraordinarias para reprimirlo. La banda de Pitu Guli (cheta) intentó defender la ciudad de las tropas otomanas que venían de Bitola. Toda la banda y su líder (voivoda) perecieron. Después de feroces batallas cerca de Mečkin Kamen, los otomanos lograron destruir la República de Kruševo, cometiendo atrocidades contra las fuerzas rebeldes y la población local. Como resultado de la artillería, la ciudad fue incendiada parcialmente. Después del saqueo de la ciudad por las tropas turcas y los bashi-bazouks albaneses, las autoridades otomanas hicieron circular una declaración para que los habitantes de Kruševo firmen, declarando que los komitadjis búlgaros habían cometido las atrocidades y saquearon la ciudad. Algunos ciudadanos lo firmaron bajo presión administrativa.

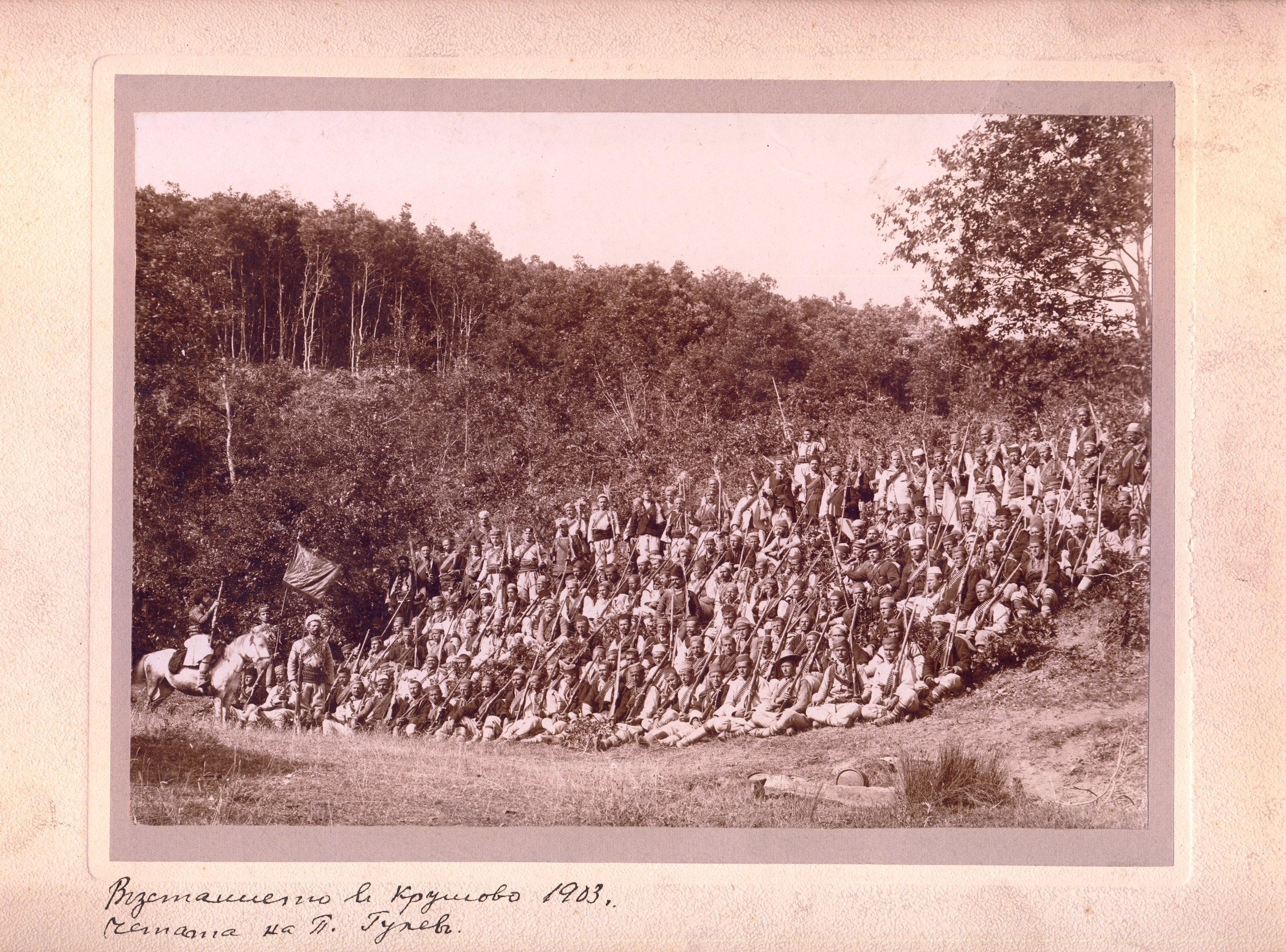
Una foto del escuadrón de Pitu Guli cerca del pueblo de Birino, cerca de Krusevo, 1903.

## Celebración
La celebración de los eventos en Kruševo comenzó durante la Primera Guerra Mundial, cuando el área, entonces llamada el sur de Serbia, fue ocupada por Bulgaria . Naum Tomalevski, quien fue nombrado alcalde de Kruševo, organizó la celebración nacional del 15 aniversario del levantamiento de Ilinden. En el lugar de la Batalla de Mečkin Kamen, se construyeron un monumento y una fuente conmemorativa. Después de la guerra, fueron destruidos por las autoridades serbias, que continuaron implementando una política de serbianización forzada. La tradición de celebrar estos eventos fue restaurada durante la Segunda Guerra Mundial en la región cuando ya se llamaba Vardarska Banovina y fue oficialmente anexionada por Bulgaria.
Mientras tanto, los partisanos comunistas macedonios pro yugoslavos recién organizados desarrollaron la idea de algún tipo de continuidad socialista entre su lucha y la lucha de los insurgentes en Kruševo. Además, exhortaron a la población a luchar por la "Macedonia libre" y contra los "ocupantes fascistas búlgaros". Después de la guerra, la historia continuó en la República Socialista de Macedonia, donde la República de Kruševo fue incluida en su narrativa histórica. Las nuevas autoridades comunistas eliminaron con éxito los sentimientos restantes de Bulgarophile. Como parte de los esfuerzos para demostrar la continuidad de la nueva nación macedonia y los ex insurgentes, afirmaron que los activistas de la IMRO habían sido conscientemente de identidad macedonia. El establecimiento de la entidad de corta duración se ve hoy en el norte de Macedonia como un preludio a la independencia del estado macedonio moderno.
El "Museo de la Revuelta de Iliden" fue fundado en 1953 en el 50 aniversario de la República de Krusevo. Estaba ubicado en la casa vacía de la familia Tomalevski, donde se proclamó la República, aunque la familia había emigrado hacía mucho tiempo a Bulgaria. En 1974 se construyó un enorme monumento en la colina sobre Kruševo, que marcó la hazaña de los revolucionarios y la ASNOM. En la zona, hay otro monumento llamado Mečkin Kamen.

## Referencias modernas

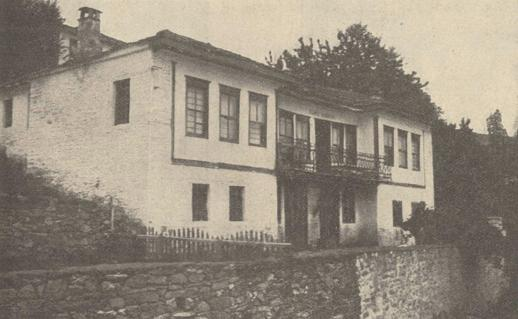
La casa de la familia de Tomalevski donde se proclamó la República. Hoy un museo.

## Galería

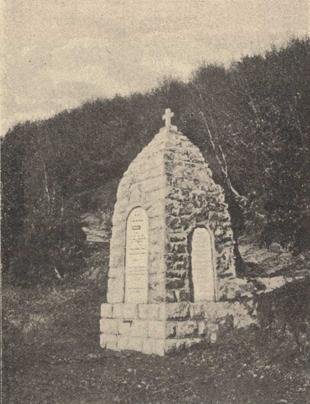
El monumento de la Batalla de Mečkin Kamen construido por las autoridades búlgaras durante la Primera Guerra Mundial.
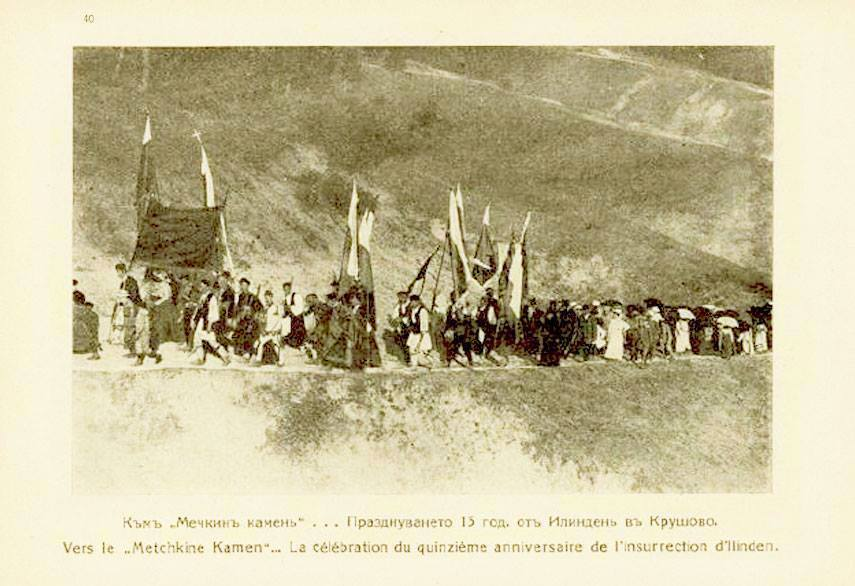
Celebración del 15 aniversario de los acontecimientos en Krushevo en 1918 durante la ocupación búlgara.
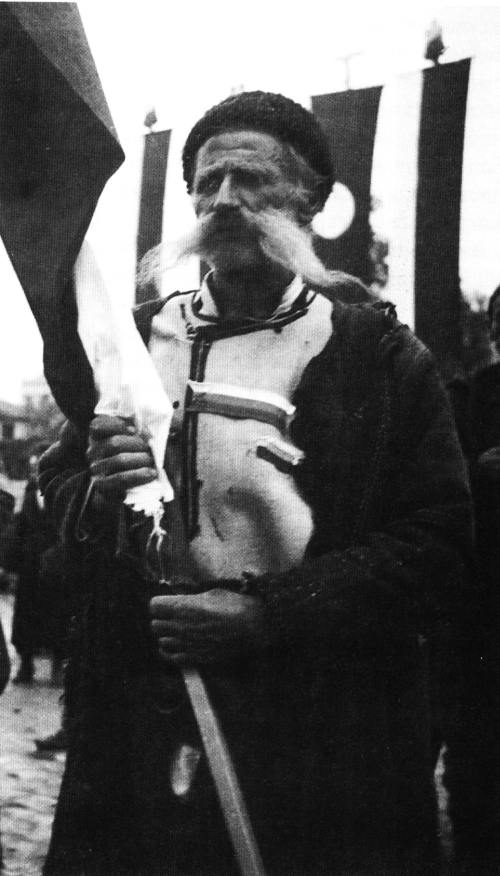
Comitadji antiguo, celebrando el levantamiento de Ilinden en Krusevo en 1943, durante la anexión búlgara.
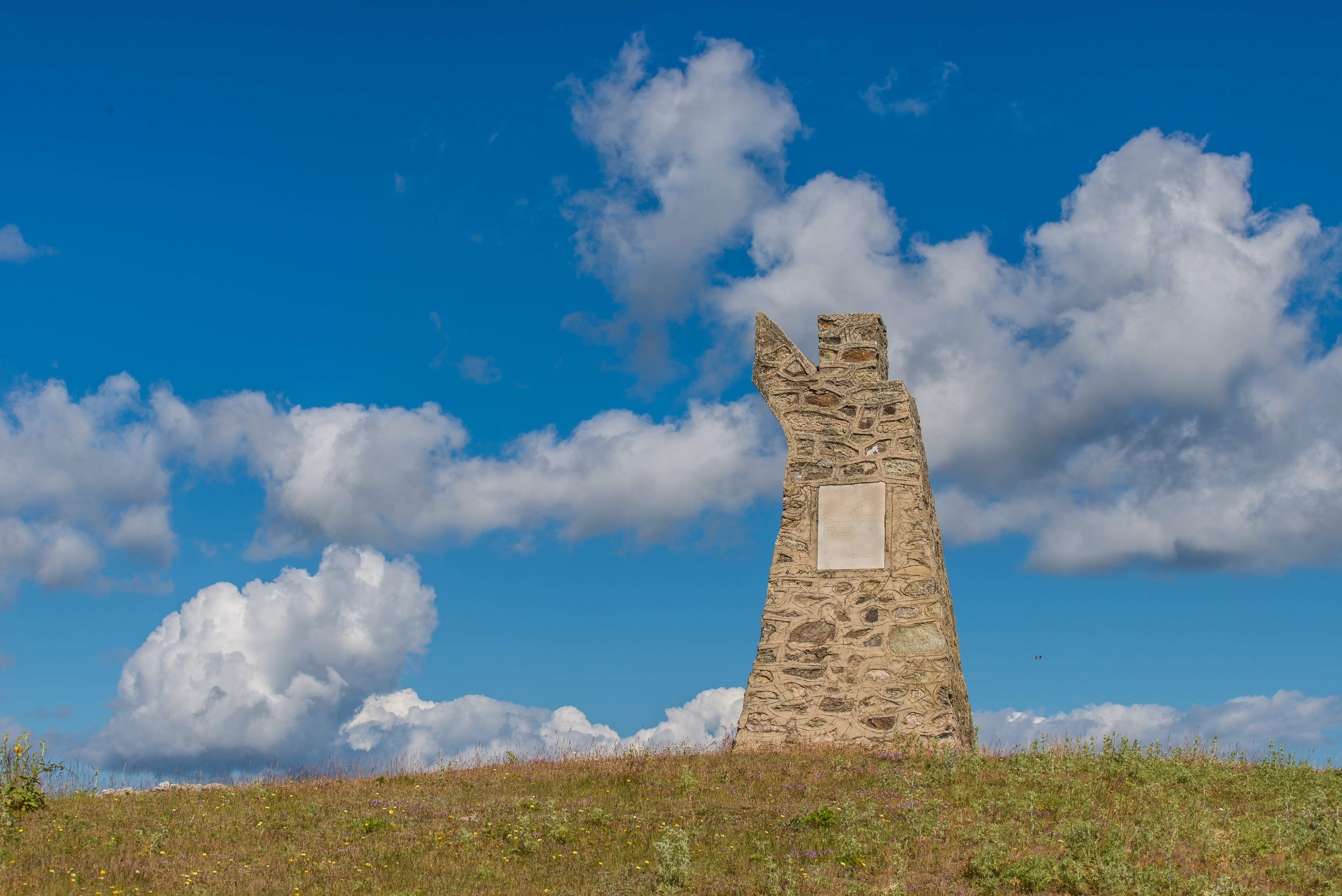
El monumento de la batalla de Sliva, cerca de Krusevo.
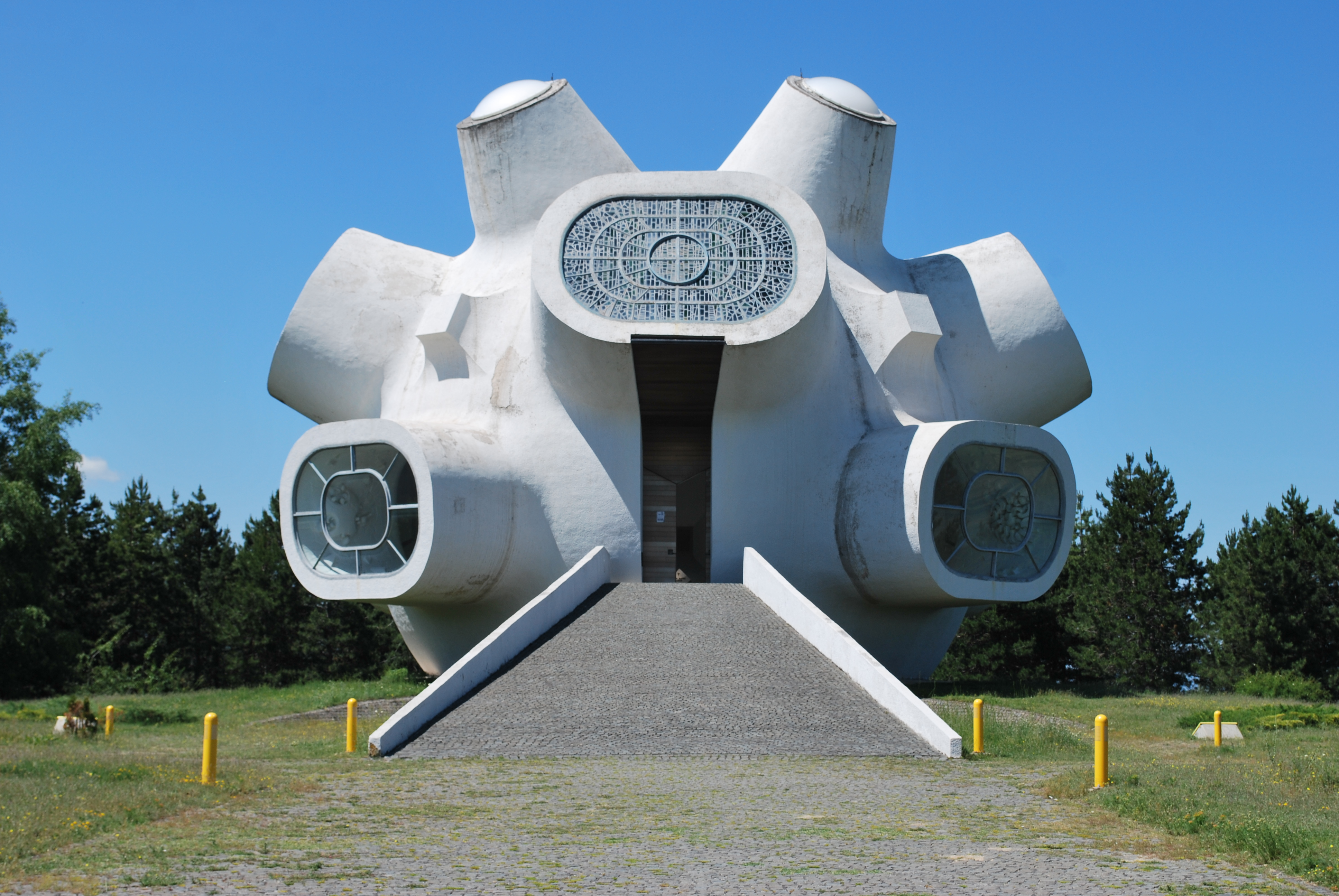
Ilinden (memorial) construido por las autoridades yugoslavas en 1974.
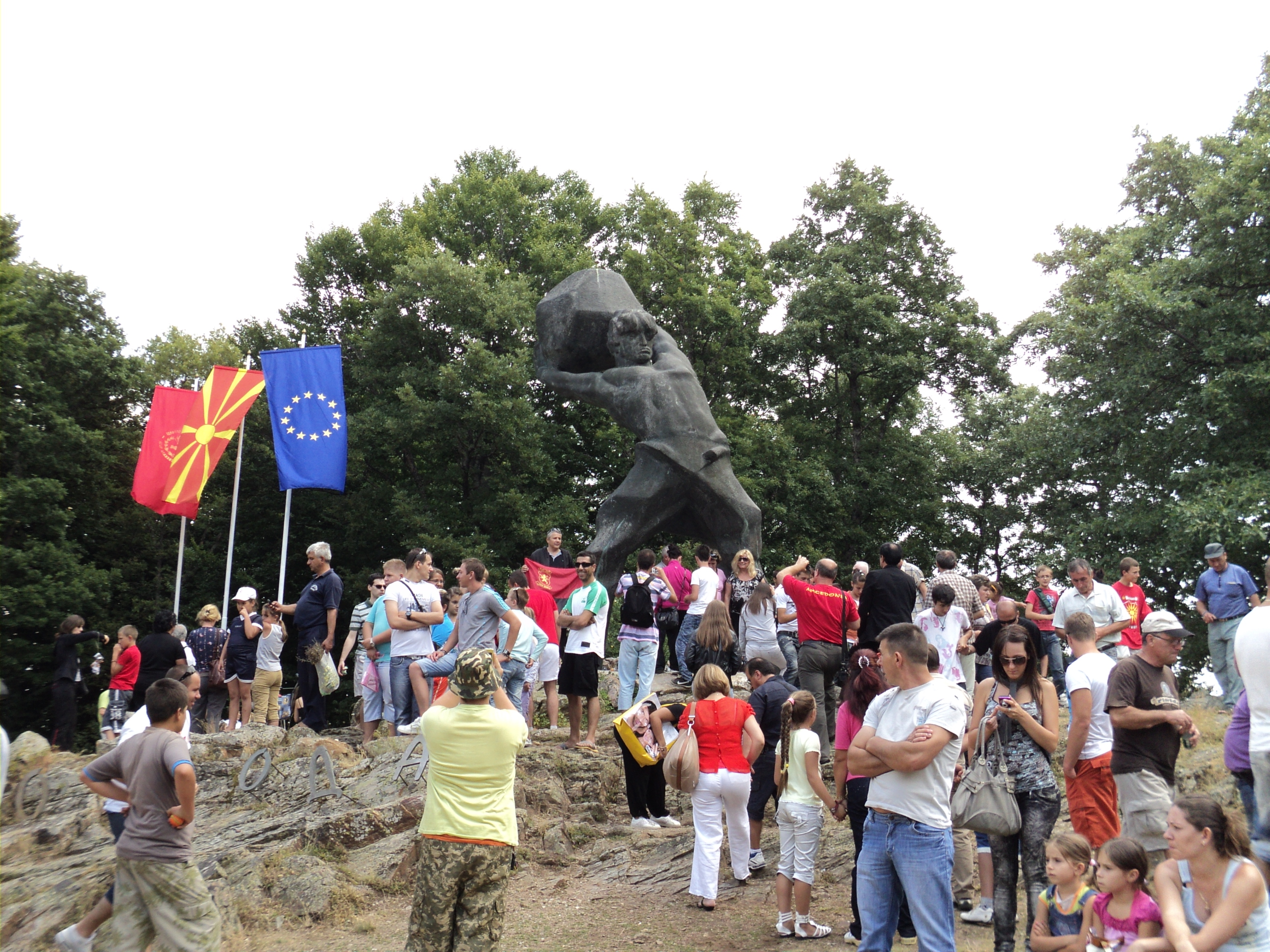
Celebración de Ilinden el 2 de agosto de 2011 en Mechkin Kamen, República de Macedonia.